# Slaget vid Warka
Slaget vid Warka var ett slag mellan Sverige och Polen under Karl X Gustavs polska krig. Polen vann.